# Ioan Rus
Ioan Rus (Alőr, 1955. február 21. –) román gépészmérnök, szociáldemokrata párti politikus, két alkalommal közigazgatási és belügyminiszter (2000–2004, 2012), majd közlekedési miniszter (2014–2015).

## Élete
A kolozsvári Műszaki Egyetem Gépészmérnöki Karán szerzett diplomát 1982-ben, Ph.D doktori címét pedig gépgyártástechnológiából szerezte 1994-ben. 1982 és 1984 között a TSMA Cluj-nál dolgozott mérnökként, majd a kolozsvári Műszaki Egyetem kutatómérnöke lett (1984–1985). Ugyanitt egyetemi adjunktus (1985–1990), előadó (1990–1994), végül egyetemi docens (1995–2002). Közben 1993 és 2000 között a Mercedes-Benz Transilvania területi igazgatója.
1996-tól Kolozs megye prefektusa, majd négy évvel később a Kolozs Megyei Tanács elnöke (2000. június–december), egészen miniszteri kinevezéséig. 2000 és 2004 között előbb az Adrian Năstase vezetett kabinetben, majd 2012-ben – egy rövid ideig – az első Ponta-kormányban irányította a Közigazgatási és Belügyminisztériumot. A tárca éléről önként távozott, arra hivatkozva, hogy nyomást gyakoroltak rá a választói névjegyzék törvénytelen módosításáért. 2012 elején ez azért lett volna fontos az akkori kormányerőnek, hogy érvényes lehessen az év nyarán megtartott, Traian Băsescu államelnök leváltásáról szóló sikertelen népszavazás.
2014 júniusában – a hivataláról lemondott Dan Șovát követve – a közlekedési tárca élére került. Tárcáját – a decemberben átalakított – új kormányban is megtarthatta. Alig egy év után mégis távozni kényszerült miniszteri székéből, mert a Digi24 román hírtelevízió esti híradójának adott interjújában sértő kijelentést tett a külföldön dolgozók Romániában hagyott feleségeikre. Távozását a kormányfő tudomásul vette (június 11.), de Klaus Iohannis államfő a felmentéséről szóló rendeletet csak június 14-én írta alá.